# ألكساندر سيبيتا
الكساندر سيبيتا (الروسية: Сапета, Александр Сергеевич) (28 يونيو 1989 بإينجيلز في روسيا - ) هو لاعب كرة قدم روسي في مركز الوسط. شارك مع منتخب روسيا تحت 19 سنة لكرة القدم ومنتخب روسيا تحت 20 سنة لكرة القدم ومنتخب روسيا تحت 21 سنة لكرة القدم ومنتخب روسيا الثاني لكرة القدم. أما مع النوادي، فقد لعب مع دينامو موسكو ونادي ساتورن رامنسكوي ونادي أورال يكاترينبورغ.

## وصلات خارجية
- ألكساندر سيبيتا على موقع قاعدة بيانات كرة القدم.إي يو (الإنجليزية)
- ألكساندر سيبيتا على موقع Soccerway.com (الإنجليزية)
- ألكساندر سيبيتا على موقع عالم كرة القدم.نت (الإنجليزية)